# Otto Brower
Otto Brower (Grand Rapids, 2 dicembre 1895 – Hollywood, 25 gennaio 1946) è stato un regista statunitense.
Lavorò saltuariamente anche come attore.

## Biografia
Nato nel Michigan nel 1895, iniziò a lavorare nel cinema come attore, girando - nei primi anni venti - tre pellicole.
Il suo primo lavoro come aiuto regista fu Ten Modern Commandments, diretto nel 1927 da Dorothy Arzner. L'anno seguente, firma il suo primo film da regista, Frana per la Paramount Famous Lasky Corporation, un western tratto da un romanzo di Zane Grey e sceneggiato da Herman J. Mankiewicz. Nella sua carriera, che sarebbe durata fino alla seconda metà degli anni quaranta, diresse quarantasei pellicole. Lavorò spesso anche come aiuto regista o regista della seconda unità, partecipando - in quest'ultima veste - anche alla realizzazione di Duello al sole. Collaborò - tra gli altri - con William A. Wellman, Frank Lloyd, John Ford, Henry King, Fritz Lang, Otto Preminger.
Otto Brower morì a Hollywood il 25 gennaio 1946 per un attacco cardiaco all'età di cinquant'anni.

## Filmografia
La filmografia è completa.

### Regista
- Frana (Avalanche) (1928)
- Sunset Pass (1929)
- Stairs of Sand (1929)
- The Light of Western Stars (1930)
- Paramount revue (Paramount on Parade), co-regia Dorothy Arzner e altri (1930)
- The Border Legion, co-regia Edwin H. Knopf (1930)
- Galas de la Paramount, co-regia (1930)
- The Santa Fe Trail, co-regia di Edwin H. Knopf (1930)
- L'ultima carovana o Il fuciliere del deserto (Fighting Caravans), co-regia David Burton (1931)
- Clearing the Range (1931)
- Pleasure (1931)
- The Hard Hombre
- Law of the Sea
- The Local Bad Man
- Spirit of the West
- Fighting for Justice (1932)
- Gold
- The Devil Horse (1932)
- Scarlet River
- Lost in Limehouse
- Cross Fire (1933)
- Headline Shooter
- Straightaway
- Speed Wings
- I Can't Escape
- Mystery Mountain
- The Phantom Empire, co-regia di Breezy Easton (B. Reeves Eason) (1935)
- The Outlaw Deputy (1935)
- Sins of Man
- Postal Inspector (1936)
- Speed to Burn (1938)
- Road Demon (1938)
- Winner Take All (1939)
- L'esploratore scomparso (Stanley and Livingstone), co-regia Henry King (1939)
- Stop, Look and Love (1939)
- Too Busy to Work (1939)
- Men with Steel Faces
- On Their Own
- Girl from Avenue A
- La rosa del Texas (The Gay Caballero) (1940)
- Youth Will Be Served
- Igiene sessuale (Sex Hygiene)
- Little Tokyo, U.S.A.
- Dixie Dugan
- Behind Green Lights (1946)
- Duello al sole (Duel in the Sun)

### Aiuto regista
- Ten Modern Commandments, regia di Dorothy Arzner - aiuto regista (1927)
- Ladies of the Mob, regia di William A. Wellman - aiuto regista (1928)
- Sotto due bandiere (Under Two Flags), regia di Frank Lloyd -  regista seconda unità (1936)
- Il giardino di Allah (The Garden of Allah), regia di Richard Boleslawski (1936)
- Il mercante di schiavi (Slave Ship), regia di Tay Garnett - regista seconda unità (1937)
- Buffalo Bill, regia di William A. Wellman - regista seconda unità (1944)
- Duello al sole (Duel in the Sun), regia di King Vidor - regista seconda unità (1946)

### Attore
- Scusi se le faccio mangiare polvere (Excuse My Dust), regia di Sam Wood (1920)
- On the High Seas, regia di Irvin Willat (1922)
- All the Brothers Were Valiant, regia di Irvin Willat (1923)